# Probopyrus semperi
Probopyrus semperi är en kräftdjursart som beskrevs av Hugo Frederik Nierstrasz och Brender a Brandis1929. Probopyrus semperi ingår i släktet Probopyrus och familjen Bopyridae. Inga underarter finns listade i Catalogue of Life.